# Bandera de Djibouti
La bandera de Djibouti està formada per dues bandes horitzontals, una de blava que simbolitza l'ètnia issa, per associació amb el cel, el mar i el fons de la bandera de Somàlia, i una altra de verda que representa l'ètnia àfar. A més a més, hi ha un triangle isòsceles blanc que representa la pau i la igualtat, situat al costat del pal. Aquest triangle posseeix una estrella de cinc puntes vermella, que simbolitza la unitat i la independència.
Es va fer servir per primer cop arran de la independència de l'estat, el 27 de juny del 1977.

## Colors
| (1977–present) | Blau cel clar | Verd       | Vermell   | Blanc       |
| -------------- | ------------- | ---------- | --------- | ----------- |
| Pantone        | 284c          | 354c       | 185c      | White       |
| CMYK           | 59-11-0-0     | 77-0-100-0 | 0-86-63-0 | 0-0-0-0     |
| RGB            | 106-178-231   | 18-173-43  | 215-20-26 | 255-255-255 |
| Hexadecimal    | #6AB2E7       | #12AD2B    | #D7141A   | #FFFFFF     |